# Olychivka
Olychivka (ukrainien : Олишівка, russe : Олишевка) est une commune urbaine de l'oblast de Tchernihiv, en Ukraine. Elle compte 1 819 habitants en 2021.